# Dzsúnigacu no Love Song
A Dzsúnigacu no Love Song (12月のLove song; Hepburn: Jūnigatsu no Love Song) Gackt japán énekes kislemeze, mely 2001. december 16-án jelent meg a Nippon Crown kiadónál. Ötödik helyezett volt az Oricon heti slágerlistáján és kilenc hétig szerepelt rajta. A 2001. szeptember 11-ei terrortámadásokat követően írta a világbékéért. A dalt később angolul, koreaiul és kínaiul is felvették, és Dzsúnigacu no Love Songs: Complete Box címmel válogatáslemezen is megjelentek az újonnan felvett verziók. A dalt előadta a pekingi 2007-es japán-kínai kulturális koncerten is.

## Számlista
| 1. | Dzsúnigacu no Love Song (12月のLove song; Hepburn: Jūnigatsu no Love Song) | 6:45 |
| 2. | Dzsúnigacu no Love Song (Instrumental)                                     | 6:35 |

| 1. | Dzsúnigacu no Love Song                |  |
| 2. | December Love                          |  |
| 3. | Dzsúnigacu no Love Song (Instrumental) |  |

| 1. | Dzsúnigacu no Love Song                                  |  |
| 2. | Sier jüe tö csinggo (十二月的情歌, Shí'èr yuè de qínggē) |  |
| 3. | Dzsúnigacu no Love Song Instrumental)                    |  |

| 1. | Dzsúnigacu no Love Song                                              |  |
| 2. | 12vol onu szarangnore (12월, 어느 사랑노래, 12wol Eoneu Sarangnorae) |  |
| 3. | Dzsúnigacu no Love Song (Instrumental)                               |  |